# 아쇼카순다리
아쇼카순다리(산스크리트어: अशोकसुन्दरी)는 힌두교의 여신으로, 시바와 파르바티의 딸이다.
그녀는 파드마 푸라나를 제외한 주요 힌두교 경전에서는 언급되지 않는다.

## 어원
아쇼카순다리는 파르바티가 외로움을 줄이기 위해 딸을 원했을 때 소원을 들어주는 나무 칼파브리크샤(Kalpavriksha)에서 만들어졌다. 그녀의 이름에 있는 단어들은 그녀의 창조물에서 파생되었다. 아쇼카는 파르바티의 쇼카(슬픔)를 완화한 것을 의미하며, 순다리는 "아름다운 소녀"를 의미한다.

## 전설
파드마 푸라나에는 아쇼카순다리의 탄생이 기록되어 있다. 나후샤 이야기의 변형 중 하나인, 파르바티는 시바에게 세상에서 가장 아름다운 정원으로 데려가 달라고 부탁한 적이 있다. 그녀의 소원에 따라, 시바는 그녀를 난단바나로 데려갔고, 그곳에서 파르바티는 어떤 소원도 들어줄 수 있는 칼파브리크샤라고 알려진 나무를 보았다. 파르바티의 아들인 카르티케야가 성장한 후 카일라스를 떠났기 때문에, 그것은 그녀에게 엄청난 슬픔과 외로움을 주었다. 그녀는 외로움을 끝내기 위해 소원을 들어주는 나무에서 딸을 달라고 부탁했다. 그녀의 소원이 들어졌고 아쇼카순다리가 태어났다. 파르바티는 아쇼카순다리가 하늘의 왕인 인드라와 동등할 달 왕조의 나후샤와 결혼할 것이라고 예언했다.
아쇼카순다리가 하녀들과 함께 난단바나를 돌아다니던 어느 날, 훈다라는 라크샤사(악마)가 그녀를 보고 사랑에 빠졌다. 그러나 여신은 악마의 접근을 거부하고 나후샤와 결혼할 운명에 대해 알려주었다. 훈다는 남편을 죽인 과부로 변장하고 아쇼카순다리에게 암자로 동행해 달라고 부탁했다. 여신은 변장한 악마와 함께 그의 궁전에 도착했다. 그녀는 그의 배신을 눈치채고 나후샤에게 죽임을 당한다는 저주를 내리고 부모님의 거처인 카일라스산으로 도망쳤다.
훈다는 어린 나후샤를 자신의 궁전에서 납치하지만, 훈다의 하녀에게 구출되어 현자 바시사의 보살핌을 받게 된다. 몇 년 후 나후샤는 성장하여 훈다를 죽일 운명을 알게 된다. 훈다는 아쇼카순다리를 납치하여 자신이 나후샤를 죽였다고 이야기한다. 킨나라 부부는 나후샤의 안녕을 알리고, 힘센 아들 야야티와 백 명의 아름다운 딸을 낳겠다고 예언했고, 나후샤를 위로했다. 나후샤는 격전 끝에 훈다와 싸워 그를 물리쳤고, 아쇼카순다리는 자신과 결혼했다. 시간이 흐르면서 인드라가 부재하자 나후샤는 임시로 하늘의 섭정을 맡았다.

### 서지
- Mani, Vettam (1975). 《Puranic Encyclopaedia: a Comprehensive Dictionary with Special Reference to the Epic and Puranic Literature》. Motilal Banarsidass Publishers. ISBN 978-0-8426-0822-0.